# Conway (Iowa)
Conway és una població dels Estats Units a l'estat d'Iowa. Segons el cens del 2000 tenia 63 habitants.

## Demografia
Segons el cens del 2000, Conway tenia 63 habitants, 24 habitatges, i 19 famílies. La densitat de població era de 110,6 habitants per km².
Dels 24 habitatges en un 33,3% hi vivien nens de menys de 18 anys, en un 62,5% hi vivien parelles casades, en un 12,5% dones solteres, i en un 20,8% no eren unitats familiars. En el 12,5% dels habitatges hi vivien persones soles el 12,5% de les quals corresponia a persones de 65 anys o més que vivien soles. El nombre mitjà de persones vivint en cada habitatge era de 2,63 i el nombre mitjà de persones que vivien en cada família era de 2,89.
Per edats la població es repartia de la següent manera: un 27% tenia menys de 18 anys, un 6,3% entre 18 i 24, un 27% entre 25 i 44, un 23,8% de 45 a 60 i un 15,9% 65 anys o més.
L'edat mediana era de 42 anys. Per cada 100 dones de 18 o més anys hi havia 91,7 homes.
La renda mediana per habitatge era de 31.250 $ i la renda mediana per família de 31.875 $. Els homes tenien una renda mediana de 25.000 $ mentre que les dones 26.250 $. La renda per capita de la població era d'11.780 $. Entorn del 38,5% de les famílies i el 28% de la població estaven per davall del llindar de pobresa.

## Poblacions més properes
El següent diagrama mostra les poblacions més properes.